# Schlacht bei Mingolsheim
Pilsen – Vražda – Sablat – Weißer Berg – Mingolsheim – Wimpfen – Höchst – Fleurus – Stadtlohn
Die Schlacht bei Mingolsheim (auch Schlacht am Ohrenberg genannt) fand am 27. April 1622 zwischen der Hauptmacht des Heeres der katholischen Liga unter persönlicher Führung Tillys und dem Heer des geächteten Pfalzgrafen Friedrich V. (des sog. Winterkönigs von Böhmen) unter Führung Mansfelds statt. Der eigentliche Kampfplatz war am Ohrenberg, einem leicht ansteigenden Hügel südlich von Mingolsheim. Das Dorf Mingolsheim wurde zu Beginn des Treffens von pfälzisch-mansfeldischen Truppen angezündet und brannte größtenteils nieder.
Graf Tilly, der bayerisch-ligistische Generalleutnant, war mit seinem Heer in die Kurpfalz, das Stammland des Pfalzgrafen bei Rhein, vorgedrungen und versuchte Heidelberg von Süden her zu umfassen. Bis zum 26. April 1622, einen Tag vor der Schlacht, sammelte er seine Truppen (12.000 Mann) bei Wiesloch. Hierfür musste er die Belagerung der Festung Dilsberg aufgeben.
Graf Mansfeld, bestallter Söldnerführer des Pfalzgrafen im Range eines General-Feldmarschalls der böhmischen Krone, war mit seinem Heer (16.000 Mann Fußvolk und 6.000 Reiter) bei Germersheim am 23. April über den Rhein und nach Bruchsal gezogen, um sich mit dem Heer des Markgrafen Georg Friedrich von Baden-Durlach zu vereinigen. Dessen Weißes Regiment kam ihm mit zwanzigtausend Mann aus Staffort entgegen. Nachdem Mansfeld am 26. April erfolglos versucht hatte, Tilly aus dessen starker Position bei Wiesloch herauszulocken, griff dieser am folgenden Tage das pfälzisch-mansfeldische Heer bei Mingolsheim an. Jenseits des Dorfes, das Mansfeld als Annäherungshindernis hatte anstecken lassen, trafen die ligistischen Angreifer am Ohrenberg auf einen zur Schlacht aufgestellten Feind, dessen unerwarteter Gegenangriff sie auf das brennende Dorf zurückwarf. Das ligistische Heer erlitt hohe Verluste (angeblich über 2.000 Mann), Tilly selbst wurde verwundet. Von den Mansfeldischen sollen nur 300 gefallen oder verwundet worden sein.
Mansfeld, der von einer Verfolgung des geschlagenen Gegners absehen musste, ging zunächst auf Bruchsal zurück. Die dann erfolgende Vereinigung mit dem Heer des Baden-Durlachers währte nur vier Tage. Tilly zog sich unterdessen unbehelligt nach Wimpfen zurück, wo er – rechtzeitig durch den spanischen General Córdoba verstärkt – den von Mansfeld wieder getrennten Baden-Durlacher am 6. Mai 1622 schlagen sollte.
Zum Gedenken an die Schlacht von Mingolsheim wurden zwei Straßen nach den Heerführern benannt.

Die Feldherren und ihre Straßenschilder
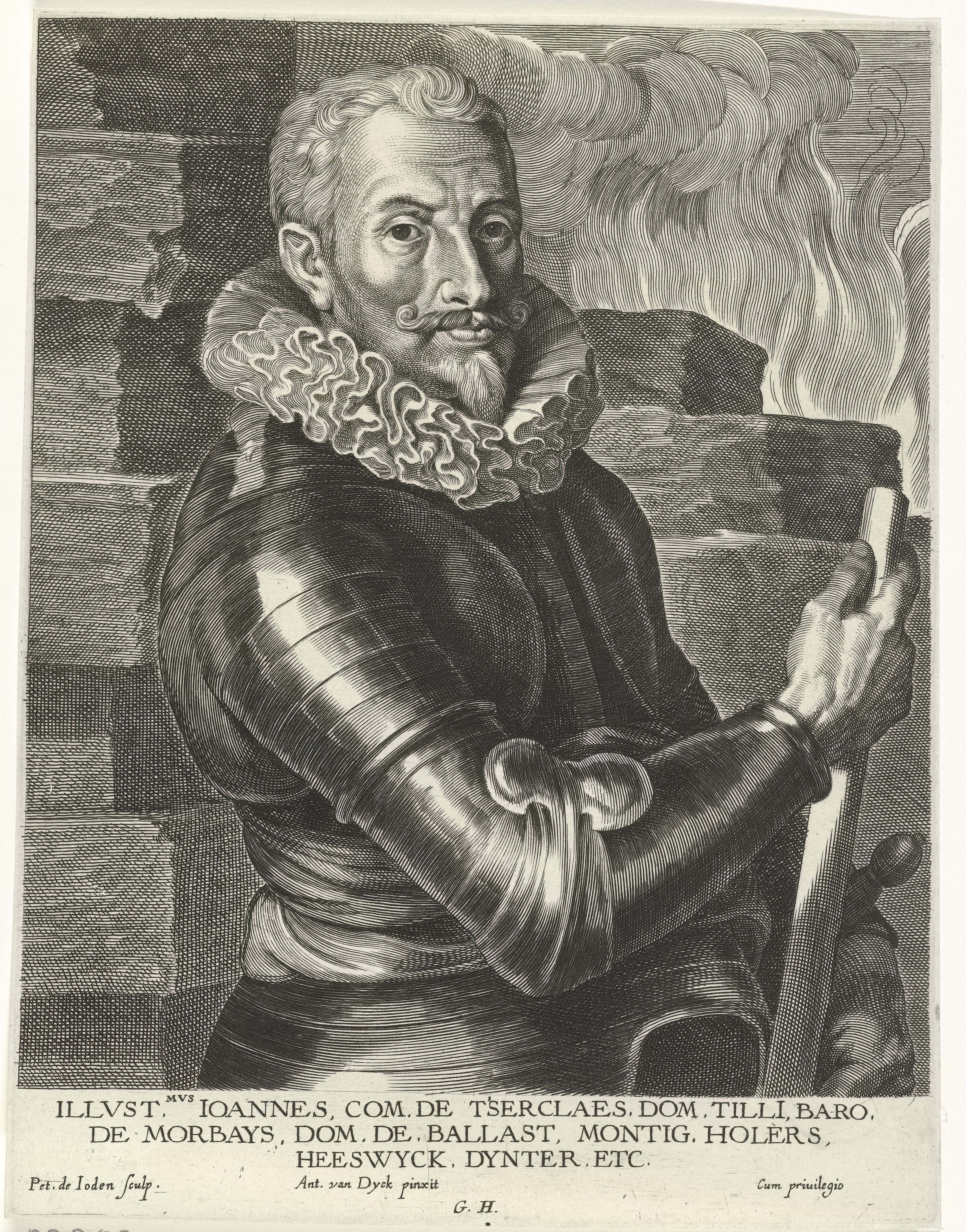
Tilly
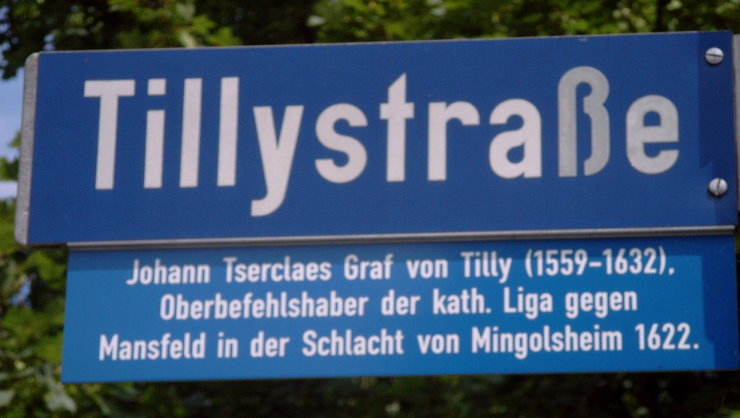
Straßenschild mit Geschichte
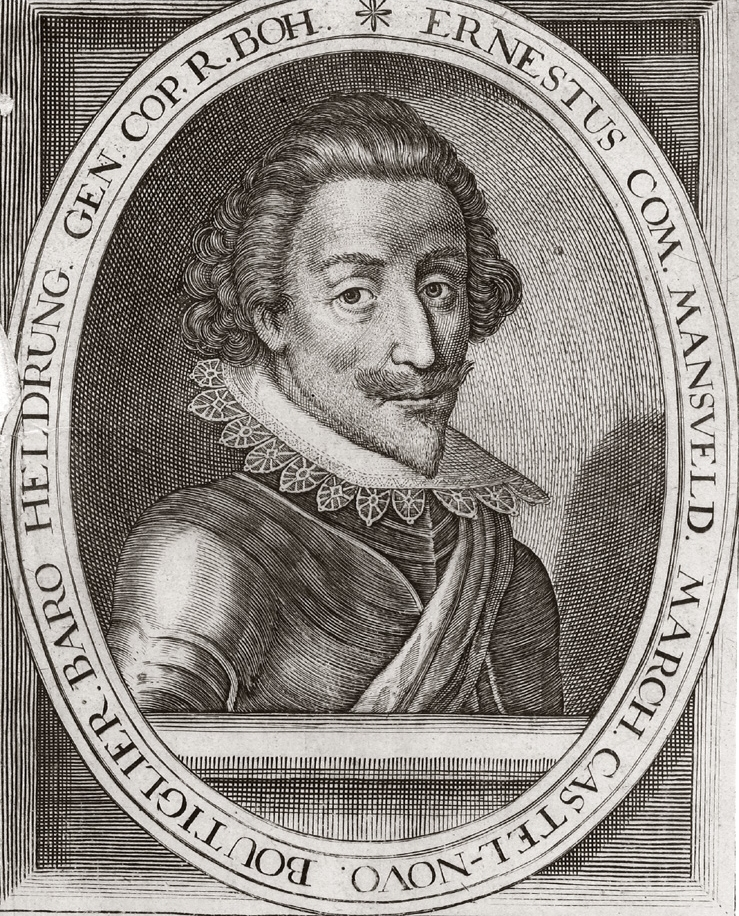
Mansfeld
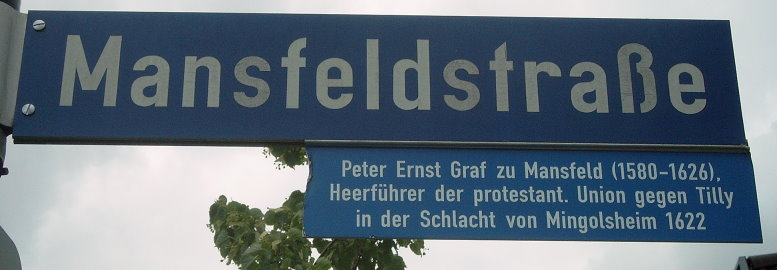
Straßenschild mit Geschichte

## Denkmal

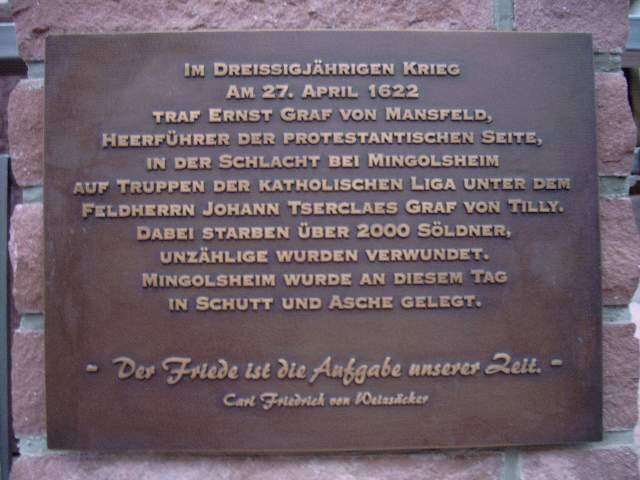
Gedenktafel in Bad Schönborn; Ortsteil Bad Mingolsheim
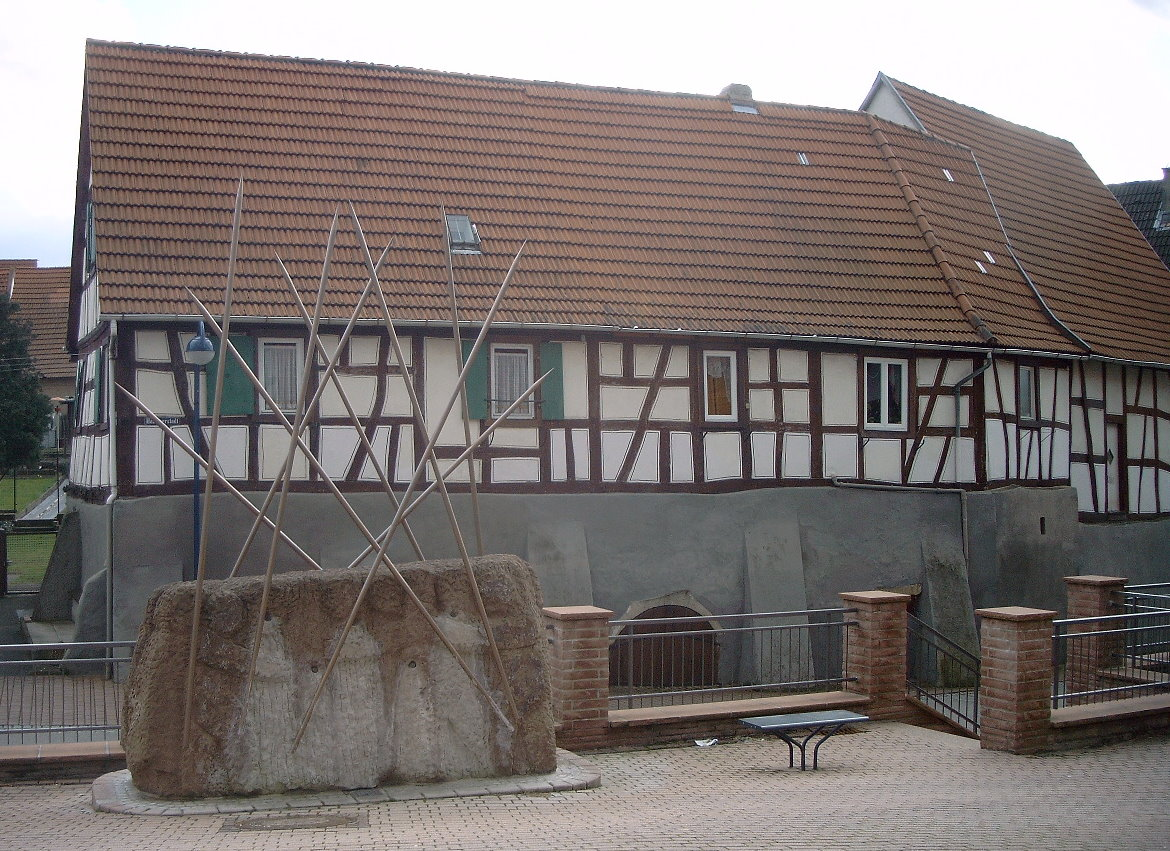
Denkmal – Rückseite, vor dem ältesten Haus von Bad Mingolsheim (um 1567)
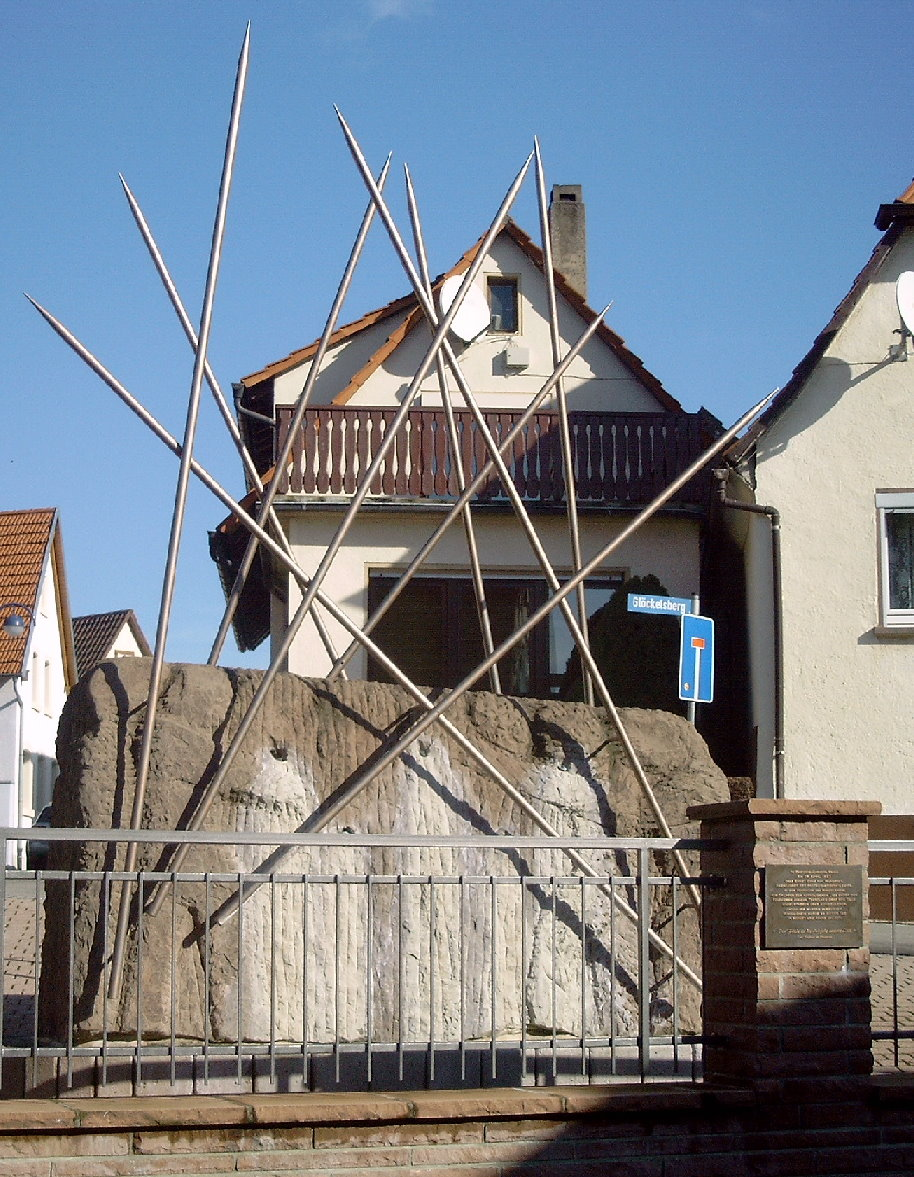
Denkmal am Glöckelsberg – mit der Gedenktafel „27. April 1622“
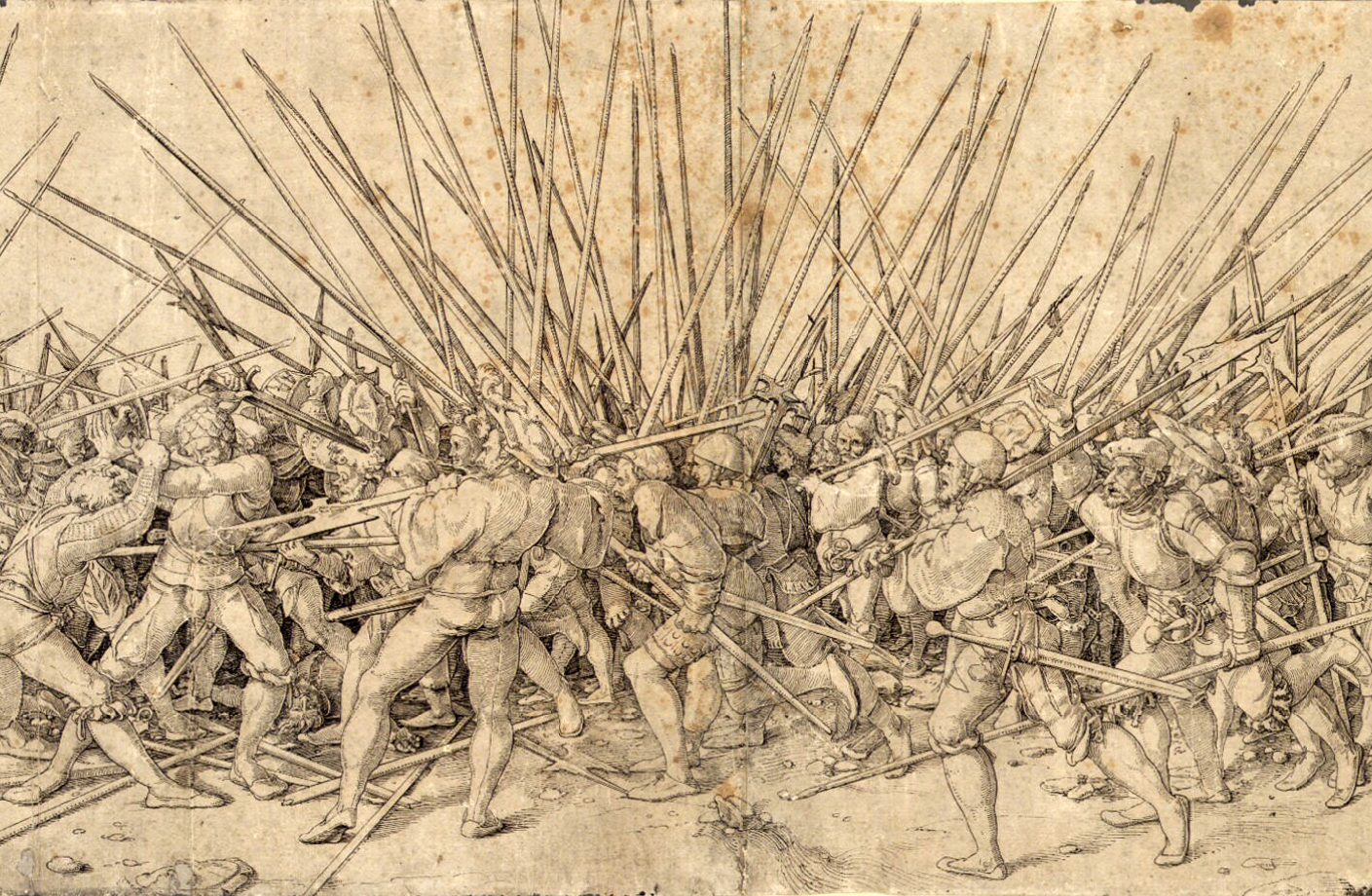
Vorbild für das Denkmal war die Zeichnung von Hans Holbein dem Jüngeren